# Adrienn Tóth
Adrienn Tóth, née le 24 novembre 1990 est une athlète hongroise.

## Palmarès
| Discipline/Année                         | 2008 | 2009 | 2010 | 2011 | 2012 |
| ---------------------------------------- | ---- | ---- | ---- | ---- | ---- |
| Jeux olympiques Individuel               | -    | -    | -    | -    | 20e  |
| Championnats du monde seniors Individuel | -    | -    | -    | -    | -    |
| Championnats du monde seniors Équipe     | 3e   | -    | -    | -    | -    |
| Championnats du monde seniors Relais     | 1er  | -    | -    | -    | -    |
| Coupe du monde seniors Individuel        | -    | -    | -    | -    | -    |
| Championnats d'Europe seniors Individuel | -    | -    | -    | 2e   | -    |
| Championnats d'Europe seniors Équipe     | -    | -    | 2e   | 1er  | 3e   |
| Championnats d'Europe seniors Relais     | -    | -    | 1er  | 1er  | -    |

Ce palmarès n'est pas complet